# حثل كبريتي شعري
يعتبر الحَثَلٌ الكبريتي الشعري اضطرابًا وراثيًا صبغيًا متنحيًّا، يتظاهر على شكل هشاشة شعر واضطرابات الذهنية. يتكوّن اسم المرض من ثلاثة مقاطع: شعر (tricho)، وكبريت (thio)، وحثل (dystrophy) التي تعني حرفيًّا تغذية سيئة. يرتبط الحثل الكبريتي الشعري بمجموعة من الأعراض الناتجة عن إصابة أعضاء الأديم الظاهر والأديم العصبي. يمكن تقسيم الحثل الكبريتي الشعري إلى أربع متلازمات فرعية، ويعاني نصف المصابين من حساسية ضيائية، ما يجعل المتلازمة تصنّف إلى مترافقة مع حساسية ضيائية (تي تي دي بّي)، أو غير مترافقة بحساسية ضيائية (تي تي دي).

## تظاهرات المرض
قد يتظاهر الحثل الكبريتي الشعري بالحساسية الضيائية، والسماك، وهشاشة الشعر والأظافر، والاضطرابات الذهنية، وانخفاض الخصوبة، وقصر القامة. تنشأ اختصارات المتلازمات الفرعية للمرض (بي آي دي إس، بّي بي آي دي إس، آي بي آي دي إس، بّي آي بي آي دي إس) من الأحرف الأولى للأعراض. متلازمة «بي آي دي إس» أو متلازمة الشعر الهش أو متلازمة الدماغ والشعر هي مرض وراثي متنحٍ، يتظاهر بهشاشة شعر، واضطراب ذهني، وانخفاض خصوبة، وقصر القامة، من دون حساسية ضيائية، ويشير الاختصار«بّي بي آي دي إس» إلى ترافق المرض مع حساسية ضيائية.
ترتبط الإصابة بمتلازمة بي آي دي إس بجين «MPLKIP»، متلازمة «آي بي آي دي إس» التي تسمّى أيضًا متلازمة تاي، أو متلازمة الشعر الهش الناقص الكبريت، وصفها تاي (تشونغ هاي تاي هو طبيب سنغافوري، ويعتبر أول طبيب من جنوب شرق آسيا يُطلَق اسمه على مرض) لأول مرة في عام 1971. يمثّل اسم المتلازمة الأحرف الأولى من الأعراض التي تشمل: سُماك، وهشاشة الشعر والأظافر، والاضطراب الذهني، وقصر القامة.